# Tony Leblanc

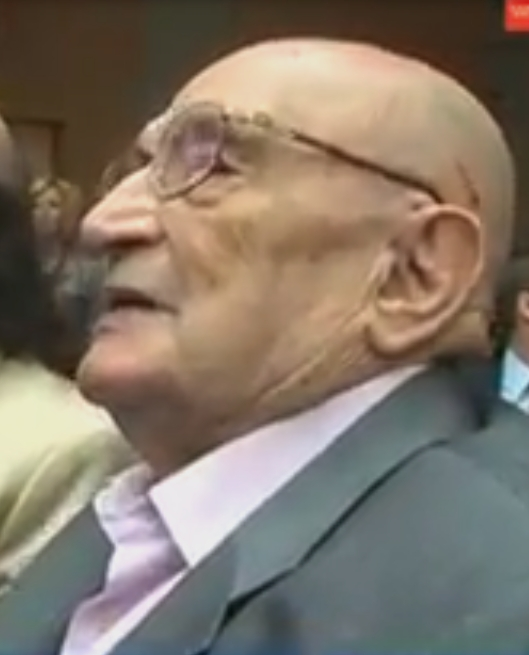
Tony Leblanc (2012)

Tony Leblanc (eigentlich Ignacio Fernández Sánchez; * 7. Mai 1922 in Madrid; † 24. November 2012 in Villaviciosa de Odón) war ein spanischer Schauspieler, Regisseur und Komiker.

## Leben
Leblanc, dessen Vater im Museo del Prado arbeitete und der dort geboren wurde, lernte Singen und Tanzen, versuchte sich als Fußballer für Real Club Deportivo Carabanchel in der dritten Liga sowie als Boxer; es gelang ihm der Titel des regionalen kastilischen Meisters im Leichtgewicht. Anschließend widmete er sich der Schauspielerei und spielte in den Ensembles von Nati Mistral und Celia Gámez. 1945 begann er seine Filmkarriere, zunächst in kleineren Rollen. Von Mitte der 1950er Jahre bis zum Ende des folgenden Jahrzehntes spielte er in zahlreichen spanischen Erfolgsfilmen; dabei war er häufig an der Seite von Concha Velasco und als Komikertrio mit José Luis Ozores und Manolo Gómez Bur zu sehen.
Gelegentlich versuchte Leblanc sich als Regisseur, Drehbuchautor und Komponist. Daneben spielte er in selbstgeschriebenen Revuen und in Stücken anderer, oft unter der Regie von Mistral. Schließlich fand er auch Zeit, schon frühzeitig im spanischen Fernsehen eine Karriere zu verfolgen. 1975 zog er sich vom Kino zurück und beendete 1983 nach einem Verkehrsunfall auch seine Bühnenlaufbahn.
1998 kehrte er zurück; für seine Leistung in Torrente – Der dumme Arm des Gesetzes erhielt er einen Premio Goya als bester Schauspieler. Dies führte zu zahlreichen weiteren Angeboten, die er bis zu seinem Tode wahrnahm.

## Filmografie (Auswahl)
- 1944: Eugenia de Montijo
- 1959: Die Betrüger (Los tramposos)
- 1959: Schlacht des Grauens (La fiel infanteria)
- 1962: Torrejón City
- 1998: Torrente – Der dumme Arm des Gesetzes (Torrente)
- 2001: Torrente 2 – Mission Marbella (Torrente 2: Misión en Marbella)
- 2011: Torrente 4

## Auszeichnungen (Auswahl)
- 1994: Ehren-Goya
- 1998: Goya für die beste Schauspielerleistung als Nebendarsteller
- 2012: Orden des Großkreuzes